# صاریغ قلمی کرایتون
صاریغ قلمی کرایتون (نام علمی: Marmosops creightoni) نام یک گونه از سرده صاریغ‌های قلمی است.